# Choe Hyo-sim
Choe Hyo-sim (* 5. Dezember 1993) ist eine nordkoreanische Gewichtheberin.

## Biografie
Choe Hyo-sim gewann bei der Universiade 2013 die Silbermedaille in der Klasse bis 58 Kilogramm. Es folgten mehrere Medaillen bei Weltmeisterschaften und eine Silbermedaille bei den Asienspielen 2018. Bei den Olympischen Sommerspielen 2016 in Rio de Janeiro gewann sie im Mittelgewicht die Silbermedaille. Dabei konnte sie im Stoßen mit 143 kg einen neuen olympischen Rekord aufstellen.